# İsmail Akçay
İsmail Akçay (ur. 9 lipca 1942 w Balıkesir) – turecki lekkoatleta, długodystansowiec, dwukrotny medalista igrzysk śródziemnomorskich, dwukrotny olimpijczyk.

## Kariera sportowa
Specjalizował się w biegu maratońskim. Zajął w nim 16. miejsce na mistrzostwach Europy w 1966 w Budapeszcie.
Zdobył srebrny medal w maratonie na igrzyskach śródziemnomorskich w 1967 w Tunisie, przegrywając jedynie z Antonio Ambu z Wloch, a wyprzedzając Carlosa Péreza z Hiszpanii. Zajął 4. miejsce w tej konkurencji na igrzyskach olimpijskich w 1968 w Meksyku, tracąc do brązowego medalisty Mike’a Ryana z Nowej Zelandii nieco ponad półtorej minuty. Na mistrzostwach Europy w 1969 w Atenach zajął 5. miejsce, a na kolejnych mistrzostwach Europy w 1971 w Helsinkach 16. miejsce.
Zdobył brązowy medal na igrzyskach śródziemnomorskich w 1971 w Izmirze, za Gian Battistą Bassim z Włoch i swym rodakiem Hüseyinem Aktaşem. Nie ukończył maratonu na igrzyskach olimpijskich w 1972 w Monachium.
Odniósł wiele sukcesów w mistrzostwach krajów bałkańskich, zdobywając złote medale w maratonie w 1966, 1968, 1971 i 1973 (w 1973 wspólnie z Aktaşem), srebrne medale w 1967 i 1972 oraz brązowy medal w 1969.
Był mistrzem Turcji w biegu na 10 000 metrów w 1970 i w maratonie w 1966,1969, 1970 i 1972.
Zajął 4. miejsce w maratonie w Fukuoce 8 grudnia 1968. Ustanowił wówczas rekord Turcji czasem 2:13:43,6. Był to najlepszy wynik w jego karierze.